# Герб Алатырского муниципального округа
Герб Алатырского муниципального округа — официальный символ Алатырского муниципального округа Чувашской Республики. В качестве герба Алатырского муниципального округа установлен исторический герб города Алатыря. Утверждён Решением Собрания депутатов Алатырского района № 25/07 от 27 октября 2017 года. Герб зарегистрирован в Государственном геральдическом регистре РФ под № 5006.

## Геральдическое описание
В червлёном поле с узкой каймой многократно пересечённой серебром и золотом, три золотых колчана наполненных стрелами: два и один.

## Обоснование символики
Композиция герба отражает древнюю богатейшую историю Алатырской земли, уходящую корнями в XV—XVI века.
Помещение в герб Алатырского района старинной символики города Алатыря, являющейся сегодня культурным наследием и достоянием всего народа России, подчёркивает уникальное право Алатырского района пользоваться знаком, построенным на основе исторического герба, и тем самым выражает искреннее уважение к истории этого края. Честью пользоваться старинными гербами обладают менее 400 из 20000 существующих в России муниципальных образований. Алатырский район относится к числу немногих избранных.
Когда мы имеем дело со старинными гербами, как у Алатыря, создание районного герба путём прибавления бризур к городскому гербу вполне целесообразно: ведь район фактически преемственен к уезду, а гербовый щит уезда был аналогичен гербовому щиту уездного города; следовательно, при составлении районного герба уместна бризура (кайма).
Герб Алатырского района, созданный на основе исторического городского герба с добавлением серебряно-золотой каймы обладает точностью исторических мотивов, отличается оригинальностью, информативностью, ясно указывает на название района и соответствует всем лучшим традициям геральдики. Серебряно-золотая кайма (почётная геральдическая фигура в виде полосы, проходящей вдоль всей кромки щита) олицетворяет железнодорожную магистраль Рузаевка-Канаш-Казань, проходящую через район с юго-запада на северо-восток, движение по которой было открыто ещё в 1893 г., шоссейные автомобильные дороги российского и республиканского подчинения, обеспечивающие устойчивую связь района со многими промышленными, сельскохозяйственными и культурными центрами России и Чувашии. Одновременно серебряным цветом отображены водные ресурсы района — реки Сура, Алатырь и многие другие более мелкие речки (Бездна, Орлик, Люля, Киря и др.).
Введение в колчаны геральдического изображения камня — символа абсолютной устойчивости, твёрдости и надёжности представляет Алатырь, латырь, самый драгоценный и чудодейственный камень, «всем камням отец» в русских средневековых легендах и фольклоре наделяемый сакральными и целебными свойствами).
Золото (жёлтый цвет) — символ солнца, счастья, благополучия и процветания, зрелых колосьев, урожая, свидетельствует о развитом сельском хозяйстве.
Красный цвет поля щита символизирует труд, мужество, красоту. Алатырская земля богата людьми — патриотами своего края. Из этой среды вышли многие известные государственные деятели, военачальники, учёные, творческие работники, организаторы производства, герои войны и труда, составляющие золотой фонд присурского края.

## История

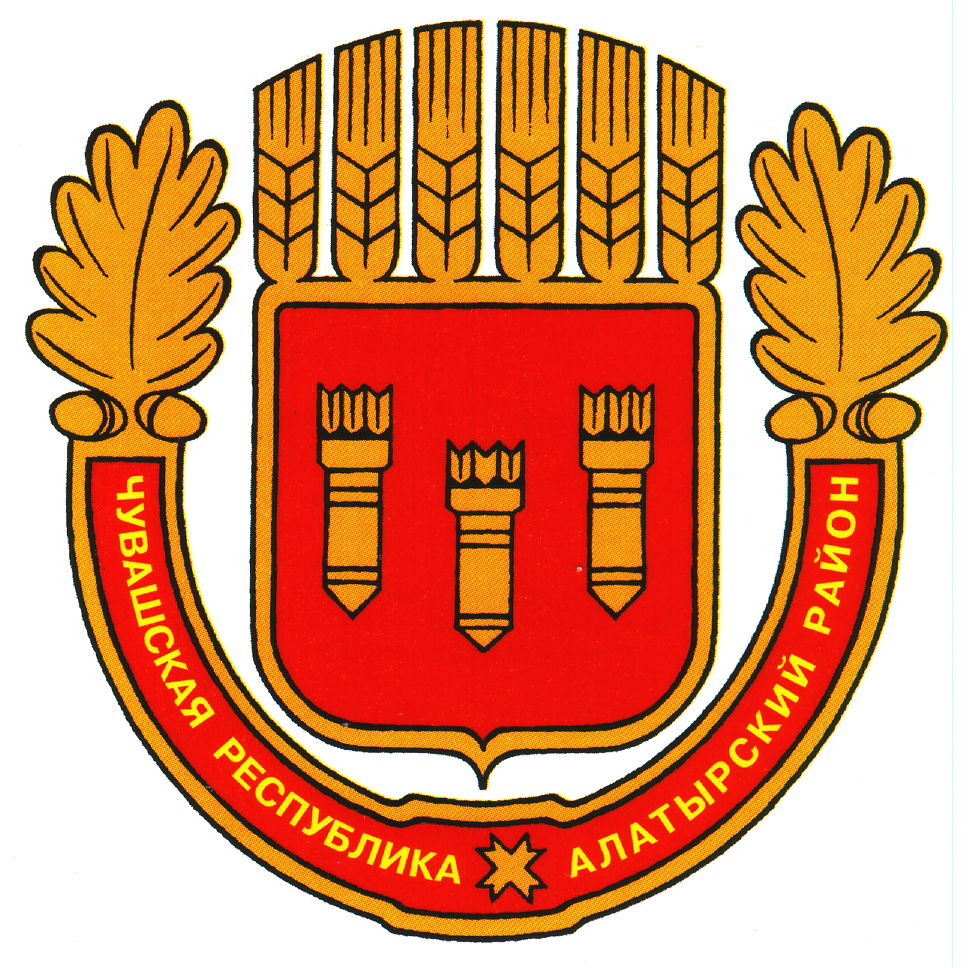
Герб 1997 года

### 1997 год
27 февраля 1997 года был утверждён герб Алатырского района:
В червлёном щите герб 1778 года (три золотых колчана, в знак того, что сих мест жители сие оружие с похвалой употреблять умели). Герб увенчан золотыми стилизованными хлебными колосьями и обрамлён пурпуровой окаймлённой золотом лентой с надписью золотом «Чувашская Республика — Алатырский район», оканчивающейся золотыми дубовыми листьями.